# Машиностроитель (футбольный клуб, Балашиха)
«Машиностроитель» — советский футбольный клуб из Балашихи. Основан не позднее 1964 года.

## Результаты выступлений
| Сезон     | Турнир                                   | Достижение |
| --------- | ---------------------------------------- | ---------- |
| 1967      | Чемпионат СССР, класс «Б», РСФСР, 2 зона | 13-е место |
| 1967/1968 | Кубок СССР, РСФСР, 2 зона                | 1/8 финала |
| 1968      | Чемпионат СССР, класс «Б», РСФСР, 2 зона | 5-е место  |
| 1969      | Чемпионат СССР, класс «Б», РСФСР, 1 зона | 6-е место  |
| 1970      | Чемпионат СССР, класс «Б», РСФСР, 1 зона | 12-е место |